# 유렌코

유렌코(Urenco Group)는 영국의 우라늄 농축 회사이다.

## 역사
1970년에 독일, 영국, 네덜란드가 공동출자해서 설립했다. 가스 원심분리기로 우라늄 농축을 한다.
독일, 네덜란드, 미국, 영국에 농축 공장이 있다. 대략 15개국의 원자력 발전소에 연료 공급을 하고 있다.
2013년 4월 3일, 미국 뉴멕시코주의 유렌코 공장 증설에, 한국전력이 지분투자를 했다. 유렌코가 51%, 한국전력이 49%의 지분을 각각 나눠가질 계획이다. 그러나 지분 보유 문제 등의 걸림돌 때문에 협상이 틀어졌다. 사실상 투자 계획이 무산된 상태로, 극적인 반전이 없다면 협상이 재개되기는 어려울 것으로 전망된다. 한전이 UAE에 원전을 수출하면서 원료공급의 중요성을 깨닫고, 우라늄 농축 공장 증설 투자를 준비한 것으로 풀이된다.
2014년 기준으로, 유렌코는 러시아의 테넥스(Tenex)사에 이어 세계 2위의 우라늄 농축생산 업체로 시장점유율이 31%에 달한다. 영국 정부(33.3%)와 네덜란드 정부(33.3%), 독일의 RWE와 E.ON(33.3%)이 유렌코의 지분을 100% 보유하고 있다.

## 미국
2007년 4월 23일, 미국 오하이오주 피케톤에서 핵연료용 우라늄-235를 얻기 위해 고안된 우라늄 농축 원심분리기 설치 공사가 한창이다. 공장을 짓고 있는 회사는 지난 1993년 미 정부가 우라늄 농축 사업을 민영화할 때 이를 인수한 미국 우라늄 농축 공사(USEC)다. 향후 몇 개월 안에 240기의 원심분리기 설치를 완료할 계획이다.
유렌코는 세계에서 가장 효율성이 높다는 평가를 받는 원심분리 농축 공장들을 유럽에 두고 있으며 미 뉴멕시코주 남동부의 유니스 근처에도 공장을 짓고 있다. 농축 속도는 70-80 SWU이다.
관측통들 사이에서는 USEC의 원심분리기 성능이 입증되지 않은 만큼 유렌코와 경쟁이 힘겨울 것이라는 이야기도 나오지만 USEC 관계자들은 자사 원심분리기의 우라늄 농축 속도가 유렌코의 최첨단 기기보다 4배나 빠른 등 성능이 뛰어나므로 경쟁에 어려움이 없다며 자신감을 보였다. 농축 속도는 350 SWU이다.

## 논쟁

### 압둘 카디르 칸
1970년대 압둘 카디르 칸이 유렌코 직원이었다. "파키스탄 핵개발의 아버지"라고 불린다.

## 같이 보기
- 테넥스
- en:United States Enrichment Corporation 미국 우라늄 농축 공사